# Giuseppe Erba
Giuseppe Erba (Treviglio, 11 settembre 1959) è un ex calciatore italiano, di ruolo difensore.

## Carriera
Cresce nella Trevigliese, squadra della sua città, dove gioca 9 partite in Serie D.
Nel 1976 passa al Torino, dove rimane per tre stagioni, nell'ultima delle quali gioca 8 partite in Serie A, categoria nella quale debutta il 1º ottobre 1978, prima giornata di campionato, entrando in campo al 27' della partita casalinga contro la Fiorentina, fissata sul risultato di 1-1 che non sarebbe mutato. Mette a segno il suo unico gol in massima serie il 29 dello stesso mese, la rete del momentaneo 2-1 per i granata realizzata al 52' realizzata nella sfida Torino-Inter, poi finita 3-3.
Nel 1979 si trasferisce al L.R. Vicenza.

## Palmarès

### Club

#### Competizioni nazionali
- Coppa Italia Serie C: 1

L.R. Vicenza: 1981-1982